# Girlfriend (canção de Big Bang)
"Girlfriend" é uma canção do grupo sul-coreano Big Bang, contida em seu terceiro álbum de estúdio Made (2016). Apesar de não se ter tornado formalmente um single, a mesma atingiu a terceira posição na parada da Gaon.

## Antecedentes e lançamento
Inicialmente, "Girlfriend" foi composta e produzida a fim de ser lançada em 2015, como parte integrante de um dos singles projetados durante o ano pelo Big Bang. Entretanto, com o intuito do grupo de se lançar canções de diferentes gêneros musicais nos singles, "Girlfriend" acabou sendo substituída. Em 8 de dezembro de 2016, a YG Entertainment revelou uma imagem teaser, contendo o anúncio de "Girlfriend" como parte do álbum completo de Made, e incluindo os responsáveis por sua produção.
Para promover tanto o lançamento do álbum quanto de seus singles, em 12 de dezembro de 2016, o Big Bang realizou uma contagem regressiva em um evento ao vivo realizado pelo aplicativo "V" do portal Naver. Logo depois, "Girlfriend" foi lançada juntamente com o álbum e mundialmente através do iTunes.

## Composição
"Girlfriend" é uma canção de hip hop, sendo descrita pela Billboard, como um retorno maduro ao gênero musical utilizado nos anos iniciais do grupo. É composta por Teddy Park, G-Dragon e T.O.P, sendo este último o responsável por trabalhar especialmente em sua composição, reescrevendo sua letra de rap inúmeras vezes. Adicionalmente, é produzida por Teddy, G-Dragon e Choice37. Liricamente, a canção expressa os pensamentos dos membros do Big Bang sobre seus fãs.

## Desempenho nas paradas musicais
Na Coreia do Sul, "Girlfriend" estreou na posição de número três na Gaon Digital Chart e Gaon Download Chart com vendas de 237,290 mil downloads digitais em cinco dias, ficando atrás apenas das próprias canções do Big Bang, "Fxxk It" e "Last Dance", além disso, atingiu a posição de número cinco na Gaon Streaming Chart com 4,5 milhões de transmissões em sua primeira semana nas paradas musicais, mesmo não tendo sido lançada como single. Na semana seguinte moveu-se para a posição de número cinco na Gaon Digital Chart, catorze na Gaon Download Chart e nove na Gaon Streaming Chart. Na China, atingiu o terceiro lugar em quatro paradas da QQ Music e nos Estados Unidos, a canção alcançou o pico de número quatro na Billboard World Digital Songs com vendas de três mil cópias em três dias.

### Posições
| Paradas (2016)                                 | Melhor posição |
| ---------------------------------------------- | -------------- |
| Coreia do Sul (Gaon Weekly Digital Chart)      | 3              |
| Coreia do Sul (Gaon Monthly Digital Chart)     | 12             |
| Coreia do Sul (Gaon Weekly Download Chart)     | 3              |
| Coreia do Sul (Gaon Weekly Streaming Chart)    | 5              |
| Estados Unidos (Billboard World Digital Songs) | 4              |
| Japão (Billboard Japan Hot 100)                | 22             |

### Vendas
| País           | Parada                        | Vendas  |
| -------------- | ----------------------------- | ------- |
| Coreia do Sul  | Gaon Download Chart (2016)    | 346,572 |
| Estados Unidos | Billboard World Digital Songs | 3,000   |